# Kuban' (territorio)
Il Kuban' (in russo e in ucraino Кубань, in adighè Пшызэ) è una zona geografica del sud della Russia, corrispondente al bacino del fiume con lo stesso nome e sulle rive del Mar Nero, tra la steppa pontico-caspica, il delta del Volga e la Ciscaucasia.
Prima della colonizzazione russa la regione era controllata dagli Adighè (o Circassi) e dai Khan di Crimea.
Il 30 giugno 1792, Caterina II concede tramite Ukaz il territorio ai Cosacchi del Kuban', creando quello che diventerà l'oblast' del Kuban' in seno all'Impero russo.
Nel 1862, il 47% degli abitanti parlava l'ucraino ed il 43% la lingua russa.
La Repubblica Popolare del Kuban' fu proclamata dopo la Rivoluzione russa nel 1918, la regione fu per un certo periodo un luogo di riunione delle Armata Bianca durante la Guerra civile russa.
La maggior parte della popolazione del Kuban' era di lingua ucraina, prima della grande carestia degli anni '30.

## Nella cultura di massa
La penisola del Kuban' è il luogo in cui si svolgono le vicende del film La croce di ferro di Sam Peckinpah, ambientato durante la ritirata tedesca del 1943.